# Nur (jezero)
Nur (perz. نور ili نئور; također i Neor ili Neur) je jezero između Ardabilske pokrajine i Gilana na sjeverozapadu Irana, oko 30 km jugoistočno od Ardabila odnosno 115 km sjeverozapadno od Rašta. Smješteno je podno zapadnih obronaka Taleškog gorja na nadmorskoj visini od 2480 m. Jezero ima površinu do 560 ha, dubinu do 5,5 m i zapremninu do 16,8 milijuna m³, no navedene vrijednosti mogu oscilirati ovisno o godišnjem dobu i navodnjavanju. vodom se napaja prvenstveno pomoću 13 krških izvora i lokalnim planinskim potocima. Jedino naselje na obali Nura jest Daš-Bolag.

## Zemljopis
Nur se nalazi u sjeverozapadnom dijelu Taleškog gorja odnosno u tektonskoj kotlini koja se usporedno s planinskim lancem pruža u smjeru sjever−jug i od čijih je vrhova najkraćom zračnom linijom udaljen oko 5,0 km. Jezero je tektonskog podrijetla i njegova kotlina oblikovana je tijekom kasnog eocena, dok se voda akumulirala kroz posljednje ledeno doba zahvaljujući količini padalina većoj od evaporacije. U užoj okolici jezera primjetni su procesi snažne erozije koja je rezultirala razaranjem stijena andezita i bazalta, a tijekom holocena u kotlini su nakupljene i velike količine treseta koji sadrži aluminij, silicij i titanij. Oblik jezera je izdužen i proteže se paralelno s okolnim planinama duljinom od 4,8 km, a širina mu oscilira od 0,85 km na sjevernom do 1,4 km na južnom dijelu. Litoralni pojas najstrmiji je prema zapadu odnosno najblaži prema jugu i sjeveroistoku gdje se nalazi velika aluvijalna lepeza oblikovana sezonskim potokom. Površina mu iznosi do 5,6 km², najveća dubina 5,5 m (prosječno 3,0 m), a nadmorska visina do 2480 m. Obale Nura slabo su naseljene i jedino naselje je selo Daš-Bolag smješteno na jugu. Na jezeru je aktivan športski ribolov i uz njegovu obalu ili u neposrednoj okolici nalazi se šest turističkih odmorišta: Abasabad, Čala-Džuli, Bag-Degol, Udžalu, Bazpuzlu i Kurme Ču-Kur. Uz sjevernu obalu prolazi lokalna cesta koja se zapadno kod Budalalua nadovezuje na državnu cestu 31 odnosno istočno kod Haštpara na cestu 49.

## Hidrologija
Nur se hidrološki tradicionalno klasificira pod kaspijski slijev, a uži slijev s Nurom u žarištu obuhvaća područje od oko 35 km². Granični sljevovi uključuju porječje Rud-e Lisara na istoku od kojeg je odvojen vrhovima Taleškog gorja, zatim porječje Kivi-Čaja na jugozapadu i Karasua na sjeverozapadu s kojim je najviše hidrogeološki povezan. Rud-e Lisar izravno pritječe Kaspijskom jezeru, a Kivi-Čaj se također nadovezuje na njega preko Kizil-Uzuna i Safid-Ruda isto kao i Karasu preko Arasa i Kure. Nadmorska visina na području jezerskog slijeva kreće se od 2480 do najviše 3189 m na jugoistočnoj planini Bogru-Dag, a njime prevladava snježno-šumska klima (Dsa) s prosječnom godišnjom količinom padalina od 400 mm. Temperatura na površini jezera kreće se od 0°C u siječnju do 17,7°C u kolovozu, dok se ispod površine vrijednosti kreću od 4°C u siječnju do 16,8°C u kolovozu. Temperature zraka na ovom području spuštaju se do −30°C i jezero je u pravilu zaleđeno od siječnja do travnja. Nur po termalnoj klasifikaciji spada u hladno polimiktička jezera, a slaba termalna stratifikacija odvija se od prosinca do ranog proljeća. Količina otopljenog kisika na površini se kreće između 8,6−11,23 mg/l, a ispod površine 7,9−8,75 mg/l. Zbog relativno obilnih padalina, velike nadmorske visine sljevnog područja, fizičko-kemijskih procesa i litoralnih padina blažih od 35 %, erozija i proces sedimentacije vrlo su izraženi (oko 430 tona po hektaru godišnje), a tijekom posljednjih desetljeća zajedno s navodnjavanjem utjecali su na trofni status jezera. Zapremnina jezerske vode je 16,8 milijuna m³, uz godišnju fluktuaciju između 1,0−2,0 m zbog natapanja polja oko Hira, gradića smještenog 5,0 km prema sjeverozapadu. Nur se vodom opskrbljuje pomoću 13 stalnih i sezonskih krških izvora, kao i s nekoliko ispod razine jezera. Važnu ulogu u hidrološkom ciklusu igra i deset potoka koji mu pritječu s istoka i juga.

## Flora i fauna
Flora okolice jezera određena je velikom nadmorskom visinom i snježno-šumskom klimom, a među prevladavajućim vrstama biljaka su Hieracium maschukense iz roda runjika i Ziziphora elbursensis iz porodice usnača. Nur je oligo-mezotrofno jezero, siromašan je hranjivim tvarima i ima malu organsku proizvodnju. Među podvodnom faunom makrobeskralježnjaka identificirano je 12 vrsta raspoređenih u tri koljena, sedam razreda, 10 redova i 10 porodica što također implicira i nisku bioraznolikost. Dominirajuće vrste su Gammarus fasciatus (49 %), Pisidium supinum (43 %) i Quistadrilus multisetosus (5 %), a u manjinu spadaju Dasycorixa hybrida, Fossaria humilis, Gammarus lacustris, Mooreobdella fervida, Stagnicola catascopium, Stylodrilus heringianus i Podura aquatica. Identificirani planktoni prema sistematici su:
- Bacillariophyta − Achanthes, Biddulphia, Cocconeis, Cymatopleura, Cymbella, Cyclotella, Diatoma, Gomphonema, Melosira, Navicula, Nitzschia, Pinnularia, Surirella i Synedra.
- Chlorophyta − Ankistrodesmus, Chlamydomonas, Coelastrum, Closteridium, Closterium, Crusigenia, Kirchneriella, Oocystis, Pediastrum, Pleurotaeniume, Quadrigula, Scenedesmus, Schroederia i Synura.
- Cyanophyta − Anabaenopsis, Gomphoshaeria, Lyngbya, Merismopedia, Microcystis, Oscillatoria i Spirulina.
- Euglenophyta − Euglena i Trachelomonas.
- Rhizopoda − Arcella i Difflugia.
- Ciliophora − Dileptus, Nematoda, Tintinnopsis, Vorticella i Zoothamnium.
- Rotatoria − Brachoinus, Cephalodella, Colurella, Filinia, Keratella, Notholca, Philodina, Polyarthera, Rotaria i Syncheata.
- Cladocera − Daphnia i Cladocera emberyoni.
- Copepoda − Calanoidae, Cyclopoidae, Harpacticoidae, Naupli copepoda, Naupli balanus, Ostracoda i Arachnoidae.

Među ribama u jezeru ističe se introducirana vrsta kalifornijske pastrve (Oncorhynchus mykiss), a među pticama zlatokrila utva. Jezero nema veliki migracijski značaj za ptice jer je zaleđeno tijekom više mjeseci godišnje. Svega nekoliko kilometara istočno od Nura nalazi se zaštićeno područje porječja Rud-e Lisara koje zbog izloženosti vlažnom kaspijskom zraku ima vrlo različite biogeografske karakteristike.

## Poveznice
- Zemljopis Irana
- Popis iranskih jezera